# Hans Fritzsche
Hans Fritzsche   (Bochum, 21 d'abril de 1900 - Colònia, 27 de setembre de 1953) fou un militar, periodista i director ministerial del Propagandaministerium (Ministeri d'Il·lustració Pública i Propaganda del Reich) de l'Alemanya nazi. Va ser l'emissora alemanya preeminent del seu temps, com a part dels esforços per presentar un vessant més popular i entretingut del règim nazi, i la seva veu va ser reconeguda per la majoria dels alemanys.
Biografia
Fritzsche va néixer a Bochum (una ciutat de la regió del Ruhr) d'un empleat de correus prussià. Es va oferir voluntari a l'exèrcit alemany el 1917 com a soldat privat i va servir a Flandes. Després de la guerra, va estudiar a les universitats de Greifswald i Berlín, però no va aprovar els exàmens. El 1923 es va unir al conservador Partit Popular Nacional alemany encapçalat per Alfred Hugenberg i també esdevingué periodista de la Hugenberg Press, que promogué opinions nacionalistes no molt diferents de les nazis.
Després de la presa del poder nazi, el servei de notícies sense fil amb Fritzsche com a cap, es va incorporar al Ministeri de Propaganda de Joseph Goebbels l'1 de maig de 1933. Fritzsche es va unir al Partit Nazi aquell mateix dia. Més tard es va unir a la Sturmabteilung (SA). També va ser nomenat membre de l'Acadèmia de Dret alemany. El 1938, Fritzsche es va convertir en cap de la Divisió de Premsa. El novembre de 1942 va esdevenir cap de la Divisió de Ràdio. Fritzsche no va participar en la creació de polítiques. Durant la guerra, Fritzsche va ser el comentarista de ràdio més destacat d'Alemanya.
L'abril de 1945, va estar present al Führerbunker de Berlín durant els últims dies d'Adolf Hitler i Goebbels. Després del suïcidi de Hitler el 30 d'abril de 1945, Goebbels va assumir el paper de Hitler com a canceller. L'1 de maig, Goebbels va completar el seu únic acte oficial com a canceller. Va dictar una carta al general de l'exèrcit soviètic Vasily Chuikov, sol·licitant un alto el foc temporal i va ordenar al general alemany Hans Krebs que l'entregués. Txuikov va comandar les forces soviètiques al centre de Berlín. Després que això fos rebutjat, Goebbels va decidir que els esforços posteriors eren inútils. Goebbels es va llançar llavors a una diatriba recriminant als generals, recordant-los que Hitler els va prohibir rendir-se. Fritzsche va sortir de la sala per tractar de prendre les coses per les seves pròpies mans. Va anar a la seva oficina propera a Wilhelmplatz i va escriure una carta de rendició adreçada al mariscal soviètic Georgy Zhukov. Un general enfadat i borratxo Wilhelm Burgdorf va seguir a Fritzsche al seu despatx. Allà li va preguntar a Fritzsche si tenia intenció de rendir Berlín. Fritzsche va respondre que faria exactament això. Burgdorf va cridar que Hitler havia prohibit la rendició i com a civil no tenia autoritat per fer-ho. Aleshores, Burgdorf va treure la seva pistola per disparar a Fritzsche, però un tècnic de ràdio va colpejar l'arma i la bala va colpejar el sostre. Després, diversos homes van fer fora de l'oficina a Burgdorf i va tornar al búnquer. Aleshores, Fritzsche va abandonar el seu despatx i es va dirigir a les línies soviètiques i es va oferir a lliurar la ciutat.

###### Tribunal militar
Fritzsche va ser fet presoner pels soldats de l'Exèrcit Roig soviètic. Al principi el van mantenir presoner en un soterrani i després el van enviar a Moscou per ser interrogat a la presó de Lubianka on, segons el seu propi relat, li van treure tres dents d'or de la boca en arribar. Va ser confinat a un "taüt dempeus", una cel·la de 0,28 m2 on era impossible dormir, i el van posar a una dieta de pa i aigua calenta. Finalment va signar una confessió. Més tard, va escriure el seu relat de la presó soviètica mentre era jutjat a Nuremberg, que va ser publicat a Suïssa.
Fritzsche va ser enviat a Nuremberg i jutjat davant el Tribunal Militar Internacional. Va ser acusat de conspiració per cometre crims contra la pau, crims de guerra i crims contra la humanitat. En les seves posicions en l'aparell de propaganda de l'Estat nazi, Fritzsche va tenir un paper per impulsar la conspiració per cometre atrocitats i per llançar la guerra d'agressió. Segons el periodista i autor William L. Shirer, els assistents no tenien clar per què se'l va acusar. Shirer va comentar que "ningú a la sala, inclòs Fritzsche, semblava saber per què era allà, era un aleví massa petit, tret que fos un fantasma per a Goebbels". Segons la fiscalia de l'IMT, va "incitar i encoratjar la comissió de crims de guerra falsificant deliberadament notícies per despertar en el poble alemany aquelles passions que el van portar a la comissió d'atrocitats". Fritzsche va ser absolt perquè el tribunal "no estava disposat a sostenir que [les seves emissions] tinguessin la finalitat d'incitar el poble alemany a cometre atrocitats contra els pobles conquistats". Va ser un dels tres acusats que van ser absolts a Nuremberg (juntament amb Hjalmar Schacht i Franz von Papen).
El fiscal de Nuremberg, Alexander Hardy, va dir més tard que les proves no disponibles per a la fiscalia en aquell moment van demostrar que Fritzsche no només sabia de l'extermini dels jueus europeus, sinó que també "va tenir un paper important en provocar [crims nazis]" i hauria donat lloc a la seva condemna. i execució. Més tard, Fritzsche va ser classificat com a Grup I (Grans Delinqüents) per un tribunal de desnazificació, que el va condemnar a nou anys de treballs forçats en un camp de treball. Va ser alliberat sota una amnistia el setembre de 1950. Es va casar amb la seva segona dona, Hildegard Springer, el 1950. Fritzsche va morir de càncer el 1953. La seva dona es va suïcidar el mateix any.
Fritzsche, juntament amb Albert Speer i Baldur von Schirach, van ser finalment comunicats pel pastor luterà Henry F. Gerecke i van ser administrats l'Eucaristia.